# Joy to the World (canción de Three Dog Night)
"Joy to the World" es una canción escrita por Hoyt Axton y popularizada por la banda Three Dog Night, que la incluyó en su cuarto álbum de estudio, Naturally, publicado en 1970. Fue lanzada como sencillo en febrero de 1971. La canción, que fue descrita por alguno de los miembros de Three Dog Night como una "canción infantil" y una "canción tonta", alcanzó el número uno de las listas de éxitos en Estados Unidos, fue certificada disco de oro por la RIAA y ha sido versionada por múltiples artistas.

## Composición y grabación
La mayor parte de la letra de la canción carece de sentido. Cuando Axton presentó la canción a los productores sólo tenía la melodía por lo que estos el pidieron que improvisara una letra. Originalmente, el primer verso decía "Jeremiah was a prophet" pero finalmente se cambió a la icónica frase "Jeremiah was a bullfrog" (Jeremiah era una rana toro) .
Cuando Hoyt Axton interpretó la canción al grupo, dos de sus vocalistas, Danny Hutton y Cory Wells, la rechazaron. Aunque a Chuck Negron sí le agradó la idea pues pensó que una canción divertida ayudaría a la banda a mantenerse unida.
La canción fue grabada por Three Dog Night para American Recording Company, bajo la producción de Richard Podolor. A diferencia de la mayoría de las canciones de Three Dog Night grabadas en este periodo, en lugar de ser cantada por los tres vocalistas principales, la canción se grabó con los siete miembros de la banda cantando.
Cuando la canción alcanzó el puesto número uno de la lista Billboard Hot 100 en 1971, Axton y su madre, Mae Axton, se convirtieron en la primera pareja de madre e hijo en haber conseguido un número uno en las listas pop de Estados Unidos. Mae Axton coescribió el tema "Heartbreak Hotel", primer éxito de Elvis Presley.
En 1994, David P. Jackson presentó una demanda asegurando ser coautor del tema junto a Axton. La Corte Suprema de los Estados Unidos falló a favor de Axton.

## Posicionamiento en listas y premios
| Lista (1971)                          | Posicionamiento |
| ------------------------------------- | --------------- |
| Australia (Kent Music Report)         | 8               |
| Canadá (RPM Top Singles)              | 1               |
| Alemania (Offizielle Deutsche Charts) | 17              |
| Países Bajos (Dutch Top 40)           | 25              |
| Países Bajos (Mega Single Top 100)    | 25              |
| Nueva Zelanda (Listeners)             | 12              |
| Sudáfrica (Springbok Radio)           | 1               |
| Reino Unido (UK Singles Chart)        | 24              |
| Estados Unidos (Billboard Hot 100)    | 1               |

Menos de dos meses después de haber sido publicado, el sencillo fue certificado disco de oro por la Recording Industry Association of America, por ventas superiores al millón de copias en Estados Unidos. El disco recibió el premio Gold Leaf de la revista RPM. Fue considerado por la Revista Billboard como "sencillo del año 1971". La canción fue nominada al Premio Grammy a la mejor interpretación vocal durante la 14.ª edición de los premios Grammy.
El sencillo vendió más de 5 millones de copias a nivel mundial.

## Otras versiones
- Axton grabó su propia versión de la canción para su álbum Joy to the World (1971).
- Little Richard grabó una versión que incluyó en su álbum de 1971, The King of Rock and Roll.
- "Joy to the World" también ha sido versionada por Conway Twitty, Lynn Anderson, Anita Bryant y otros.

## En la cultura popular
- En 1998 apareció en el episodio de la serie animada Muppets Tonight titulado "Andie MacDowell".
- En 2004 las protagonistas de la serie Lizzie McGuire, Hilary Duff y Davida Williams realizaron una versión para la película Raise Your Voice.
- El cantante y compositor Daniel Johnston encontró inspiración en el tema para crear su personaje "Jeremiah the bullfrog", a quien a menudo dibujaba en sus obras de arte y anuncios. La rana también aparece en la portada de su álbum Hi, How Are You (1983), convertida en mascota del cantante.[15]
- Formó parte de la banda sonora de la película The Big Chill (1983).
- Fue incluida en la banda sonora de la película Forrest Gump (1994), una de las bandas sonoras más vendidas de todos los tiempo.
- En la serie de televisión The X-Files, el personaje de Scully a un Mulder malherido en un bosque durante la noche.
- Fue el tema de apertura de la serie de Fuji TV, Lunch no Joō, protagonizada por Yūko Takeuchi y Satoshi Tsumabuki.
- En la versión inglesa de Animal Crossing, hay una rana de nombre Jeremiah.
- En la serie Sex and the City, el personaje de Carrie y su amigo Jeremiah cantan la canción mientras están bebidos.
- En la serie Friends, el personaje de Chandler canta la canción en un karaoke.
- Aparece como tema de los créditos finales en la serie de animación para adultos, Sausage Party (2016).
- La canción aparece frecuentemente en la película 28 Días, protagonizada por Sandra Bullock.
- Aparece en los créditos finales de la película de 2000, Drowning Mona.
- En la serie Outlander el personaje de Roger McKenzie le canta la canción a su hijo Jeremiah.
- En abril de 2006, los personajes de las series de Nickelodeon, Dora, la exploradora y Go, Diego, Go! versionaron la canción para el álbum Dora, Diego & Friends; Animals Jamboree.
- La canción aparece en el álbum Cosmic Mix Vol. 1 de la serie Guardianes de Galaxia.[16]